# Ronnie Shikapwasha
Ronnie Shikapwasha (ur. 25 grudnia 1947, zm. 15 stycznia 2024 w Lusace) – zambijski polityk i wojskowy, minister spraw wewnętrznych od 6 października 2006 do 15 stycznia 2024, były minister spraw zagranicznych w latach 2005–2006.

## Życiorys
Ronnie Shikapwasha jest emerytowanym generałem Zambijskich Sił Powietrznych. W 1991 został dowódcą sił powietrznych Zambii. Wcześniej był attaché wojskowym w Tanzanii.
Shikapwasha od 3 lutego 2003 do 10 stycznia 2005 zajmował stanowisko ministra spraw wewnętrznych w gabinecie prezydenta Leviego Mwanawasy. Następnie od 10 stycznia 2005 do 6 października 2006 był w jego gabinecie ministrem spraw zagranicznych. 6 października 2006 ponownie objął funkcję ministra spraw wewnętrznych.